# Running Wild
Running Wild njemački je heavy metal-sastav. Predvodnik skupine jest Rolf Kasparek, poznat po nadimku Rock 'N' Rolf. 
Tematika njihovih pjesama uključuje piratstvo zbog čega su u svijetu poznati kao "prvi piratski metal sastav". Tu su sliku o sebi stvorili nakon izlaska albuma Under Jolly Roger 1987. godine kada napuštaju prijašnje sotonističke teme. Kasparek kaže kako su sotonizam koristili kao politički simbol: "Mi ne vidimo Vraga samo kao zlo biće. On je bio pobunjenik koji je sve dovodio u pitanje. Ali bili smo neshvaćeni i onda smo na albumu Branded And Exiled malo pojasnili tekstove". O sotonizmu kaže: "Također mislim da može biti vrlo opasno igrati se s ezoteričnim stvarima. (...) To može biti veoma opasno i mnogi koji se time bave neznaju u što se upuštaju".
U Hamburgu su  1976. Rolf Kasparek, Uwe Bendig, Michael Hofmann Jörg Schwarz, osnovali sastav pod imenom Granite Hearts. Ime su kasnije izmijenili u 'Running Wild' prema istoimenoj pjesmi skupine Judas Priest objavljenoj na albumu Killing Machine. U glazbenom smislu su bili pod utjecajem Judas Priesta, Iron Maidena i ostalih engleskih metal skupina, da bi kasnije razvili vlastiti stil.
Rolf je jedini stalni član sastava; autor je većine glazbe i tekstova. Iako je 2009. objavljeno da se sastav raspustio, Rolf je 2011. najavio ponovno okupljanje Running Wilda, kao i novi album koji bi morao biti gotov do 2012. godine.

## Članovi

### Sadašnja postava
- Rolf Kasparek pjevač, gitarist
- Peter Jordan, gitarist
- Ole Hempelmann, bas-gitarist
- Michael Wolpers, bubnjar

### Bivši članovi
Gitaristi
- Uwe Bendig (1976. – 1984.)
- Gerald "Propovjednik" Warnecke (1984. – 1985.)
- Majk Moti (1985. – 1990.)
- Axel Morgan (X-Wild) (1990. – 1993.)
- Thilo Hermann (bivši član Grave Diggera, Holy Mosesa, Faithful Breatha, Riska) (1994. – 2001.)
- Bernd Aufermann (Angel Dust) (2002. – 2004.)

Bas-gitaristi
- Jörg Schwarz (1976.)
- Carsten David (1976. – 1979.)
- Matthias Kaufmann (1980. – 1983.)
- Stephan Boriss (1984. – 1987.)
- Jens Becker (Grave Digger, X-Wild) (1987. – 1992.)
- Thomas Smuszynski (bivši član U.D.O.a, Darxona) (1992. – 2002.)
- Peter Pichl (2002. – 2009.)
- Jan S. Eckert (Masterplan, Iron Savior) (2009.)

Bubnjari
- Michael Hoffmann (1976. – 1982.)
- Wolfgang "Hasche" Hagemann (1982. – 1987.)
- Stefan Schwarzmann (bivši član Accepta, Helloweena, Paradoxa, X-Wilda, U.D.O.a, Voicea) (1987. – 1988., 1992. – 1993.)
- Ian Finlay (bivši član Justicea, Demon Pacta) (1988. – 1990.)
- Jörg Michael (bivši član Stratovariusa, Saxona, Unleashed Powera, Axel Rudi Pella, Avengera, Ragea, Grave Diggera, Mekong Delte, Tom Angelrippera, Headhuntera) (1990., 1994. – 1998.)
- Rudiger Dreffein (1990. – 1992.)
- Christos Efthimiadis (Sub7even,bivši član Ragea) (1998. – 1999., 2001.)
- Angelo Sasso (2000. – 2002.)
- Matthias Liebetruth (2002. – 2009.)

## Diskografija

### Studijski albumi
- Gates to Purgatory (1984.)
- Branded and Exiled (1985.)
- Under Jolly Roger (1987.)
- Port Royal (1988.)
- Death or Glory (1989.)
- Blazon Stone (1991.)
- Pile of Skulls (1992.)
- Black Hand Inn (1994.)
- Masquerade (1995.)
- The Rivalry (1998.)
- Victory (2000.)
- The Brotherhood (2002.)
- Rogues en Vogue (2005.)
- Shadowmaker (2012.)
- Resilient (2013.)
- Rapid Foray (2016.)
- Blood on Blood (2021.)

### Albumi uživo
- Ready for Boarding (1988.)
- Death or Glory Tour – Live (1989.)
- Live (2002.)
- The Final Jolly Roger (2011)

### Kompilacije
- The First Years of Piracy (1991.)
- The Story of Jolly Roger (1998.)
- 20 Years in History (2003.)
- Best of Adrian (2006.)
- Black Demons on Stage (2010.)
- Greatest Hits (2011.)
- Riding the Storm: Very Best of the Noise Years 1983–1995 (2016.)

## Vanjske poveznice
- Službena stranica